# 沈善洪
沈善洪（1931年—2013年5月22日），男，浙江平湖人，中国哲学史家，杭州大学教授、原校长，曾任中国哲学史学会理事，第六、七、八届全国人大代表。